# Graignes-Mesnil-Angot
Graignes-Mesnil-Angot is een gemeente in het Franse departement Manche in de regio Normandië. De plaats maakt deel uit van het arrondissement Saint-Lô. Graignes-Mesnil-Angot telde op 1 januari 2022 800 inwoners.

## Geografie
De oppervlakte van Graignes-Mesnil-Angot bedroeg op 1 januari 2022 18,35 vierkante kilometer; de bevolkingsdichtheid was toen 43,6 inwoners per km².

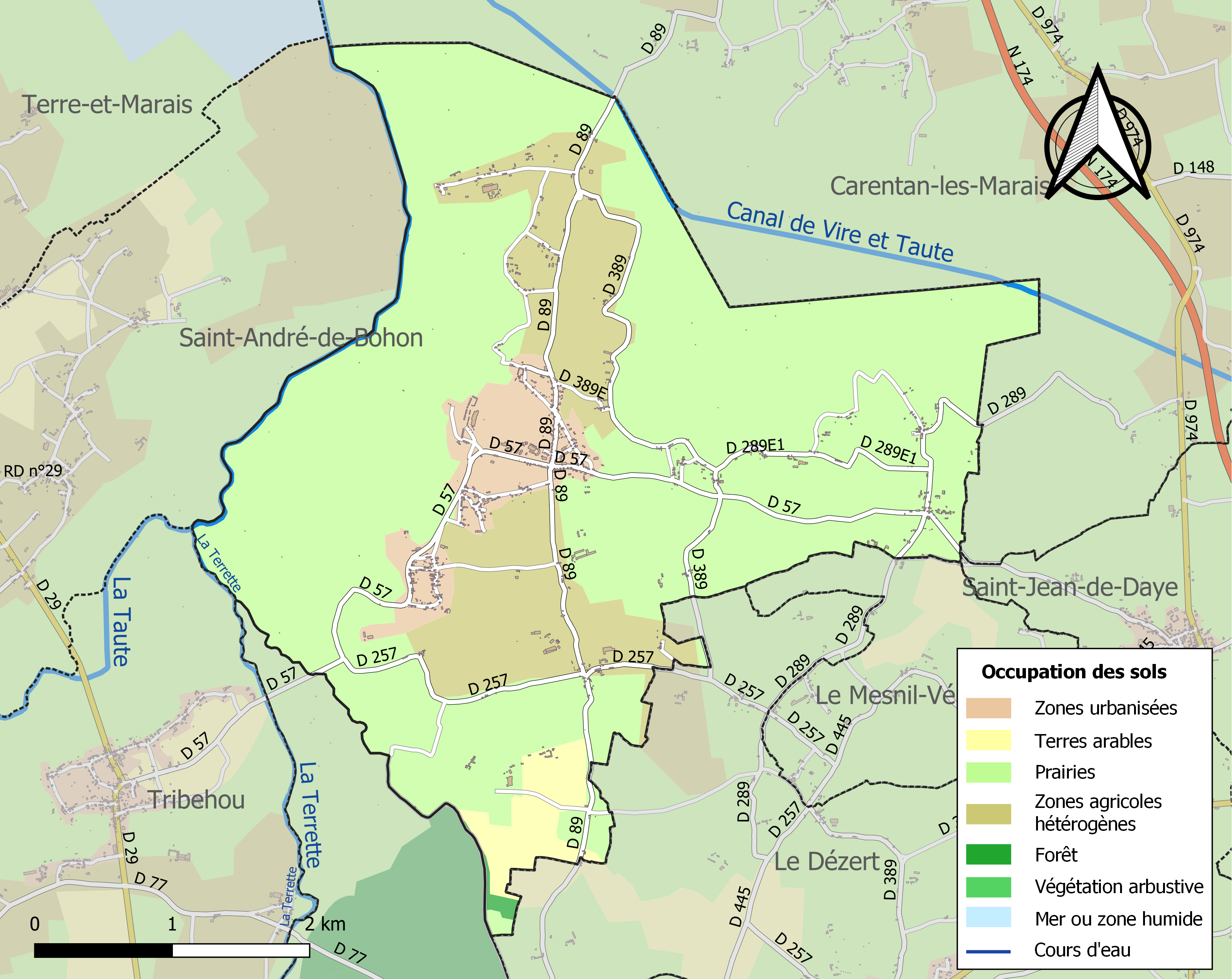
Kaart van de gemeente met de belangrijkste infrastructuur, bodemgebruik en omliggende gemeenten

## Demografie
Onderstaande figuur toont het verloop van het inwonertal (bron: INSEE-tellingen).